# Stig Persson (brottare)
Stig Malte "Buckla" Persson, född 28 november 1934 i Klippan, död 1 juli 1968, var en svensk brottare. Han tävlade för Klippans BK.
Persson tävlade i mellanviktsklassen i grekisk-romersk stil för Sverige vid olympiska sommarspelen 1964 i Tokyo.
Han tog brons i 87 kg-klassen vid EM 1966 i Essen. Persson blev nordisk mästare i mellanvikt 1965 i Uleåborg. Han blev svensk mästare i mellanvikt 1965 och lätt tungvikt 1960 och 1961.